# Chailles
Chailles é uma comuna francesa na região administrativa do Centro, no departamento Loir-et-Cher. Estende-se por uma área de 18,63 km². Em 2010 a comuna tinha 2 763 habitantes (densidade: 148,3 hab./km²).